# SVV in het seizoen 1958/59
Het seizoen 1958/1959 was het vijfde jaar in het bestaan van de Schiedamse betaaldvoetbalclub SVV. De club kwam uit in de Eerste divisie A en eindigde daarin op de vijfde plaats. Tevens deed de club mee aan het toernooi om de KNVB Beker, hierin werd in de voorronde verloren van DHC (0–3).

## Wedstrijdstatistieken

### Eerste divisie A
|       | AGOVV | Alkmaar '54 | BVV   | D.F.C. | De Graafschap | Eindhoven | Fortuna | Haarlem | Helmond | Leeuwarden | Limburgia | Volendam | VSV   | Wageningen | ZFC   |
| ----- | ----- | ----------- | ----- | ------ | ------------- | --------- | ------- | ------- | ------- | ---------- | --------- | -------- | ----- | ---------- | ----- |
| Thuis | 0 – 2 | 1 – 3       | 1 – 4 | 2 – 1  | 1 – 1         | 0 – 2     | 1 – 0   | 1 – 0   | 4 – 3   | 0 – 1      | 1 – 1     | 1 – 3    | 1 – 2 | 5 – 2      | 2 – 1 |
| Uit   | 0 – 2 | 0 – 2       | 3 – 0 | 0 – 1  | 2 – 3         | 4 – 2     | 1 – 1   | 1 – 4   | 0 – 1   | 4 – 1      | 3 – 1     | 1 – 2    | 1 – 3 | 2 – 2      | 2 – 3 |

### KNVB beker
| 1e ronde                                            | SVV | 0 – 3 (0 – 1) | DHC                                      |
| 28 september 1958 Plaats: Schiedam Frankelandsedijk |     |               | 33' Cor van Galen 46', 80' Jan van Miert |

## Statistieken SVV 1958/1959

### Eindstand SVV in de Nederlandse Eerste divisie A 1958 / 1959
| Stand | Gespeeld | Gewonnen | Gelijk | Verloren | Punten | Doelpunten voor | Doelpunten tegen |
| ----- | -------- | -------- | ------ | -------- | ------ | --------------- | ---------------- |
| 5e    | 30       | 15       | 4      | 11       | 34     | 49              | 50               |

### Topscorers
| #      | Naam              | Goal |
| ------ | ----------------- | ---- |
| 1.     | Cor Corbeau       | 22   |
| 2.     | Henk Könemann     | 8    |
| 3.     | Gerrit van Pelt   | 4    |
| 4.     | Hans Hekman       | 3    |
| 4.     | Kleiss            | 3    |
| 4.     | Gerard Slavenburg | 3    |
| 7.     | Melt Hekman       | 2    |
| 7.     | Arend van Kampen  | 2    |
| 9.     | Koos Klein        | 1    |
| 9.     | Ton Valk          | 1    |
| Totaal | Totaal            | 49   |

| #      | Naam        | Goal |
| ------ | ----------- | ---- |
| –      | Geen speler | 0    |
| Totaal | Totaal      | 0    |